# インドルジフーフ・フラデツ - オブラタニ線
インドルジフーフ・フラデツ - オブラタニ線（チェコ語;Železniční trať Jindřichův Hradec – Obrataň）は、インドルジフーフ地方鉄道(Jindřichohradecké místní dráhy JHMD)が運行する鉄道線の名称である。路線番号は228。
1906年、帝立王立国有鉄道によって開業した。軌間760mmの狭軌路線である。2022年10月3日以降、旅客列車を運行していない。

## 運行形態
以下は、2022年10月2日以前の運行形態である。
- 蒸気機関車
夏季限定で週2日（火・木曜日）、インドルジフーフ・フラデツ～カメニツェ間に蒸気機関車が一日1往復運行している。途中、ホルニー・スクリーホフ、ロヴェチーン、ロヴェチーン村、ノヴァー・フチェルニツェに停車する。
2015年は平日、2016年は金・土・日曜日の運行であった（いずれも夏季限定）。2016年は、土曜日に限りチェルノヴィツェまでの運行であった。2017,18年度については、チェコ鉄道の時刻表に記載が無い[2]。

- 普通列車
全て線内のみで、普通列車のみの運行。一日あたり、インドルジフーフ・フラデツ～カメニツェ間に平日10.5往復・休日7-8往復、カメニツェ～オブラタニ間に平日8往復・休日5往復が運行する。

## 駅一覧
以下では、チェコ国鉄228号線の駅と営業キロ、停車列車、接続路線などを一覧表で示す。
- 種別
  - Os：普通
- 停車駅
  - ■印：全列車停車
  - ●印：一部通過
  - ○印：一部停車
  - ｜印：全列車通過

| 路線名 | 駅名                                                  | 駅間営業キロ | 累計営業キロ | Os | 接続路線                                                         | 所在地       | 所在地                       |
| ------ | ----------------------------------------------------- | ------------ | ------------ | -- | ---------------------------------------------------------------- | ------------ | ---------------------------- |
| 228    | インドルジフーフ・フラデツ駅                          | -            | 0.0          | ■  | 225号線（ブルノ方面/プルゼニ方面） 229号線（ビストルジツェ方面） | 南ボヘミア州 | インドルジフーフ・フラデツ郡 |
| 228    | ホルニー・スクリーホフ駅                              | 3.3          | 3.3          | ■  |                                                                  | 南ボヘミア州 | インドルジフーフ・フラデツ郡 |
| 228    | ドルニー・ラドウニ駅                                  | 2.6          | 5.9          | ■  |                                                                  | 南ボヘミア州 | インドルジフーフ・フラデツ郡 |
| 228    | ロヴェチーン駅                                        | 1.7          | 7.6          | ■  |                                                                  | 南ボヘミア州 | インドルジフーフ・フラデツ郡 |
| 228    | ロヴェチーン村駅                                      | 1.4          | 9.0          | ■  |                                                                  | 南ボヘミア州 | インドルジフーフ・フラデツ郡 |
| 228    | ネクラシーン駅                                        | 1.6          | 10.6         | ■  |                                                                  | 南ボヘミア州 | インドルジフーフ・フラデツ郡 |
| 228    | ノヴァー・フチェルニツェ駅                            | 1.7          | 12.3         | ■  |                                                                  | 南ボヘミア州 | インドルジフーフ・フラデツ郡 |
| 228    | ジヂャール・ウ・カメニツェ・ナド・リポウ駅            | 3.6          | 15.9         | ■  |                                                                  | 南ボヘミア州 | インドルジフーフ・フラデツ郡 |
| 228    | ロヂノフ駅                                            | 2.6          | 18.5         | ■  |                                                                  | ヴィソチナ州 | ペルフルジモフ郡             |
| 228    | カメニツェ・ナド・リポウ駅                            | 1.8          | 20.3         | ■  |                                                                  | ヴィソチナ州 | ペルフルジモフ郡             |
| 228    | フチェルニチカ駅                                      | 3.3          | 23.6         | ■  |                                                                  | ヴィソチナ州 | ペルフルジモフ郡             |
| 228    | ベネショフ・ナド・リポウ駅                            | 4.2          | 27.8         | ■  |                                                                  | ヴィソチナ州 | ペルフルジモフ郡             |
| 228    | フヴァールコフ駅                                      | 2.7          | 30.5         | ■  |                                                                  | ヴィソチナ州 | ペルフルジモフ郡             |
| 228    | ドベショフ駅                                          | 3.0          | 33.5         | ■  |                                                                  | ヴィソチナ州 | ペルフルジモフ郡             |
| 228    | チェルノヴィツェ・ウ・ターボラ駅                      | 2.1          | 35.6         | ■  |                                                                  | ヴィソチナ州 | ペルフルジモフ郡             |
| 228    | ストルジーテジ・ウ・チェルノヴィツ駅（2016年4月開業） | 3.8          | 39.4         | ■  |                                                                  | ヴィソチナ州 | ペルフルジモフ郡             |
| 228    | クルジェチ駅                                          | 0.4          | 39.8         | ■  |                                                                  | ヴィソチナ州 | ペルフルジモフ郡             |
| 228    | スドクーフ・ドゥール駅                                | 3.3          | 43.1         | ■  |                                                                  | ヴィソチナ州 | ペルフルジモフ郡             |
| 228    | オブラタニ停留所                                      | 2.0          | 45.1         | ■  |                                                                  | ヴィソチナ州 | ペルフルジモフ郡             |
| 228    | オブラタニ駅                                          | 0.9          | 46.0         | ■  | 224号線（ツェレケフ方面/ターボル方面）                           | ヴィソチナ州 | ペルフルジモフ郡             |